# Dominic Rebelo
Pour les articles homonymes, voir Rebelo.
Dominic John Rebelo, né le 14 août 1978, est un archer kényan.

## Carrière
Dominic Rebelo devient archer professionnel à l'âge de 16 ans et dispute sa première compétition internationale en 1995 aux Championnats d'Afrique à Harare. Il remporte la médaille d'or des Championnats d'Afrique 1996 à Malindi et participe la même année aux Jeux olympiques à Atlanta. Onzième des Championnats d'Afrique  1999, il termine 7e des Championnats d'Afrique à Port Elizabeth. Il est aussi présent lors des Jeux olympiques de 2000 à Sydney, sans remporter de médaille.
Il est éliminé en quarts de finale des Championnats d'Afrique 2003 à Nairobi par le Mauricien Yehya Bundhun, échouant ainsi à se qualifier pour les Jeux olympiques de 2004.